# 李国良 (1908年)
李国良（1908年—1983年），男，湖北天门人，中华人民共和国军事人物，中国人民解放军少将，曾任江西省军区参谋长、副司令员。